# Ojos-Albos
Ojos-Albos es un municipio y localidad española de la provincia de Ávila, en la comunidad autónoma de Castilla y León. En 2020 con una población 76 habitantes empadronados.

## Geografía
Integrado en la comarca de Ávila, se sitúa a 17 km de la capital provincial. El término municipal está atravesado por la autopista de peaje AP-51 y por la carretera N-110 entre los pK 236 y 239. El relieve del municipio está caracterizado por la sierra de Ojos Albos al sur, perteneciente al Sistema Central, y la llanura que continúa hacia el noroeste. El río Voltoya hace del límite por el sur y por el oeste con los municipios vecinos de Tolbaños, Mediana de Voltoya y Ávila. La altitud oscila entre los 1662 m (Cruz del Hierro), en la sierra de Ojos Albos, en el límite con Santa María del Cubillo, y los 980 m a orillas del río Voltoya. El pueblo se alza a 1226 m sobre el nivel del mar.
| Noroeste: Tolbaños           | Norte: Tolbaños y Santa María del Cubillo | Noreste: Santa María del Cubillo |
| Oeste: Mediana de Voltoya    |                                           | Este: Santa María del Cubillo    |
| Suroeste: Mediana de Voltoya | Sur: Ávila                                | Sureste: Santa María del Cubillo |

## Historia
En la sede del Ayuntamiento de Ojos Albos, descubrimos el Antiguo Libro del Catastro de Ensenada. Los primeros registros que constan en sus páginas pertenecen al año 1751.
Hacia mediados del siglo XIX, el lugar tenía contabilizada una población de 136 habitantes. La localidad aparece descrita en el decimosegundo volumen del Diccionario geográfico-estadístico-histórico de España y sus posesiones de Ultramar de Pascual Madoz de la siguiente manera:

OJOS-ALBOS: l. con ayunt. de la prov., part. jud. y dióc. de Avila (3 leg.), aud. terr. de Madrid (15), c. g. de Castilla la Vieja (Valladolid 19). sit. en terreno quebrado; al pie de las sierras de Avila, y cerca del r. Voltoyo; le combaten los vientos N., S. y O.; elclima es frio, y sus enfermedades mas comunes intermitentes: tiene 32 casas inferiores, inclusa la de ayunt. que á la par sirve de cárcel; escuela de instruccion primaria comun a ambos sexos, á la que concurren 26 alumnos, que se hallan á cargo de un maestro sin dotacion fija; y una igl. parr. (Sta. Maria), con curato de segundo ascenso y provision ordinaria: tiene un anejo en Urraca: el cementerio está en parage que no ofende la salud pública, y los vecinos se surten de aguas para sus usos, de varias fuentes que hay esparcidas por el térm.: este confina N. Blascoeles á una leg.; E. Campo Azálvaro á igual dist.; S. Urraca á 1/4, y O. Mediana á 1/2: comprende una casa palacio del señor duque de la Roca, titulado Tabladillo, en cuyas inmediaciones se encuentra una fuente de agua mineral, útil para diferentes enfermedades; un monte de encina, y varios prados con regulares pastos; le atraviesa el citado r.Voltoya, el que pasa á la prov. de Segovia: el terreno es montuoso y de mediana calidad: caminos los que dirigen á los pueblos limítrofes, de herradura, y en regular estado, si bien bastante pedregosos: el correo se recibe en Villacastin y Avila: prod.: trigo, centeno, poca cebaba, patatas, verduras y bellotas; mantiene ganado lanar, cabrío, vacuno y de cerda; cria caza de perdices, pocos conejos, liebres, codornices y zorras, y pesca menor: ind.: la agrícola, arriería, y 2 molinos harineros, dedicándose muchos vecinos á arrancar estepa y venderla en la cap.: el comercio está reducido á la esportacion de lo sobrante, é importacion de los art. de que se carece. pobl.: 34 vec., 136 alm. cap. prod.: 510,475 rs. imp.: 20,419. ind. y fab.: 2,250. contr.: 6,484 rs. 32 mrs.
(Madoz, 1849, pp. 224-225)

La finca del Coto Redondo de Ojos-Albos perteneció a María del Carmen Carvajal y del Alcázar, Duquesa de Abrantes y de Linares.[cita requerida] El 10 de diciembre de 1930, los colonos de dichas tierras compraron a la duquesa los territorios que hoy forman esta localidad.[cita requerida] En los años 1960 la población comenzó a emigrar a las grandes ciudades (Ávila y Madrid principalmente) para conseguir trabajo más allá de la agricultura y la ganadería.

## Demografía
Ojos-Albos cuenta con una población de 96 habitantes (INE 2024).
| Gráfica de evolución demográfica de Ojos-Albos entre 1842 y 2021                                                      |
| |
| Población de derecho según los censos de población del INE. Población de hecho según los censos de población del INE. |

## Patrimonio
- Pinturas rupestres de Peña Mingubela. Se trata de unas pinturas rupestres esquemáticas encontradas dentro del término municipal.[4] El conjunto de Peña Mingubela, descubierto en 1974,[5] se encuentra a 1340 metros de altura y es uno de los dos yacimientos prehistóricos encontrados en la provincia de Ávila (el otro es el Risco de las Zorreras en la Sierra de Gredos).
- Palacio y Sitio de Tabladillo. En 2006, la organización Europa Nostra otorgó un premio al «Palacio y Sitio de Tabladillo» —una construcción renacentista de Ojos Albos que data de comienzos del siglo XV— gracias a su restauración.[6]

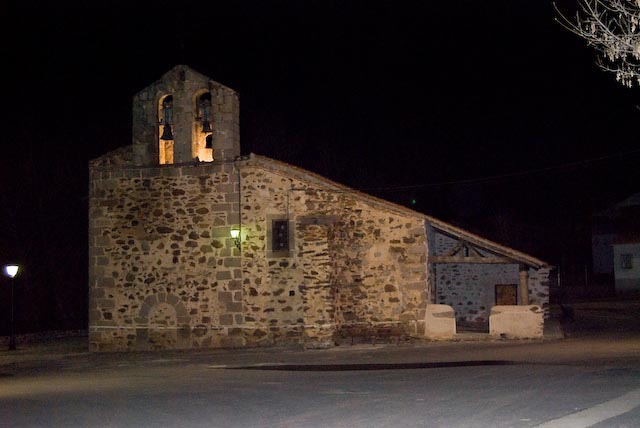
Iglesia parroquial

- Iglesia parroquial.